# Valle de San Felipe
Valle de San Felipe är en ort i Mexiko.   Den ligger i kommunen García och delstaten Nuevo León, i den centrala delen av landet, 700 km norr om huvudstaden Mexico City. Valle de San Felipe ligger 753 meter över havet och antalet invånare är 763.
Terrängen runt Valle de San Felipe är kuperad åt sydväst, men åt nordost är den bergig. Runt Valle de San Felipe är det tätbefolkat, med 266 invånare per kvadratkilometer. Närmaste större samhälle är García, 4,1 km öster om Valle de San Felipe. Omgivningarna runt Valle de San Felipe är i huvudsak ett öppet busklandskap.